# Donnez-moi le livre des réclamations
Pour plus de détails, voir Fiche technique et Distribution.
Donnez-moi le livre des réclamations (Дайте жалобную книгу) est un film soviétique réalisé par Eldar Riazanov, sorti en 1965,.

## Fiche technique
- Photographie : Anatoli Mukasï, Vladimir Nakhavtsev
- Musique : Anatoli Lepine
- Décors : Vladimir Kaplounovski, Roza Satounovskaïa
- Montage : Ekaterina Ovsiannikova

## Distribution
- Oleg Borissov : Youri Nikitine
- Larissa Goloubkina : Tatiana Choumova
- Anatoli Kouznetsov : Ivan Kondakov
- Anatoli Papanov : Vassili Koutaïtsev (comme A. Papanov)
- Nikolaï Krioutchkov : Nikolaï Ivanovitch (comme N. Krioutchkov)
- Nikolaï Parfionov : Ivan Postnikov (comme N. Parfionov)
- Tatiana Gavrilova : Klava Raspopova (comme T. Gavrilova)
- Nina Agapova : Zinaïda
- Rina Zelionaïa : Pevitsa (comme R. Zelionaïa)
- Djemal Sikharoulidze : Tenguiz (comme D. Sikharoulidze)
- Mikaela Drozdovskaya : Macha (comme M. Drozdovskaïa)
- Natalia Souroveguina : Raïetchka (comme N. Souroveguina)
- Zoïa Issaïeva : serveuse chez Vera (comme Z. Issaïeva)
- Iouri Nikouline : vendeur (comme You. Nikouline)
- Gueorgui Vitsine : chef du département
- Evgueni Morgounov : directeur du magasin
- Vladimir Balon : journaliste (comme V. Balon)
- Youri Belov : journaliste (comme You. Belov)
- Leonid Choubarov : civil (comme L. Tchoubarov)
- Zoïa Fiodorova : Yekaterina Ivanovna (comme Z. Fiodorova)
- Lioudmila Gnilova : Tamara, étudiante (comme L. Gnilova)
- Alexandre Lenkov : Pavlik, pianiste (comme A. Linkov)
- Yakov Lents : lecteur du journal 'Iounost' (comme Ya. Lents)
- Larissa Mondrus : nouvelle chanteuse (comme L. Mandrus)
- Nina Nikitina : mère de Tatiana (comme N. Nikitina)
- Varvara Popova : vieille dame (comme V. Popova)
- Mikhaïl Pougovkine : voisin par hasard (comme M. Pougovkine)
- Vladimir Chiriaïev : Sacha, étudiant (comme V. Chiraīev)
- Gueorgui Toussouzov : Pavel Kouzmitch (comme G. Toussouzov)
- Felix Yavorski : journaliste (comme F. Yarovski)
- Eldar Riazanov : rédacteur en chef de Iounost (non crédité)
- Alexeï Safonov : (non crédité)